# Cabine (aéronautique)
Pour les articles homonymes, voir Cabine.

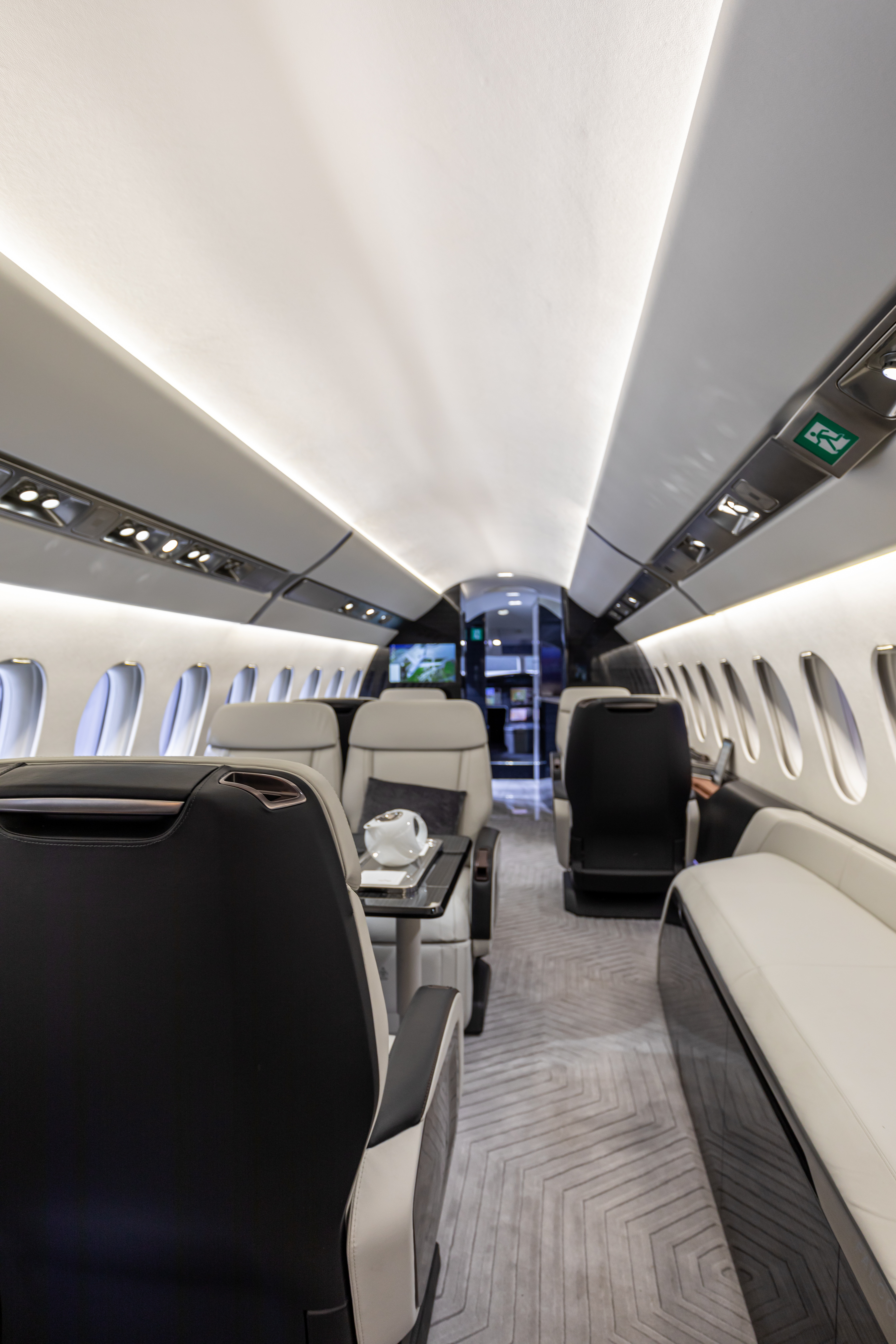
Cabine d'un Dassault Falcon 6X

En aéronautique, la cabine est la partie de l'aéronef (avion de ligne ou dirigeable) où prennent place les passagers. Comme beaucoup de termes aéronautiques, ce terme est hérité de la navigation maritime, dans laquelle la cabine est la « chambre » où les passagers se reposent. Depuis les débuts de l'aviation commerciale, dans l'entre-deux-guerres, la cabine est traditionnellement placée vers l'arrière du fuselage, derrière le poste de pilotage, où prend place le personnel navigant technique, tandis quand le personnel navigant commercial prend soin des passagers.